# Білок ендоплазматичного ретикулуму 29
Білок ендоплазматичного ретикулуму 29 (англ. Endoplasmic reticulum protein 29) — білок, який кодується геном ERP29, розташованим у людей на короткому плечі 12-ї хромосоми.  Довжина поліпептидного ланцюга білка становить 261 амінокислот, а молекулярна маса — 28 993.
| 10         |  | 20         |  | 30         |  | 40         |  | 50         |
| ---------- |  | ---------- |  | ---------- |  | ---------- |  | ---------- |
| MAAAVPRAAF |  | LSPLLPLLLG |  | FLLLSAPHGG |  | SGLHTKGALP |  | LDTVTFYKVI |
| PKSKFVLVKF |  | DTQYPYGEKQ |  | DEFKRLAENS |  | ASSDDLLVAE |  | VGISDYGDKL |
| NMELSEKYKL |  | DKESYPVFYL |  | FRDGDFENPV |  | PYTGAVKVGA |  | IQRWLKGQGV |
| YLGMPGCLPV |  | YDALAGEFIR |  | ASGVEARQAL |  | LKQGQDNLSS |  | VKETQKKWAE |
| QYLKIMGKIL |  | DQGEDFPASE |  | MTRIARLIEK |  | NKMSDGKKEE |  | LQKSLNILTA |
| FQKKGAEKEE |  | L          |  |            |  |            |  |            |

A: Аланін

C: Цистеїн

D: Аспарагінова кислота

E: Глутамінова кислота

F: Фенілаланін

G: Гліцин

H: Гістидин

I: Ізолейцин

K: Лізин

L: Лейцин

M: Метіонін

N: Аспарагін

P: Пролін

Q: Глутамін

R: Аргінін

S: Серин

T: Треонін

V: Валін

W: Триптофан

Локалізований у ендоплазматичному ретикулумі.